# 穆罕默德·巴尔金多
穆罕默德·萨努西·巴尔金多（阿拉伯語：محمد باركينطو，1959年4月20日—2022年7月5日），尼日利亚政治人物，曾任石油输出国组织秘书长。

## 生平
1959年生于阿达马瓦州約拉。1981年毕业于扎里亚艾哈迈杜·贝洛大学，获得政治学学士学位。1988年获得英国牛津大学石油经济学硕士学位。1991年获得华盛顿大学工商管理碩士学位。长期在尼日利亚国家石油公司工作。1986年，开始担任尼日利亚驻石油输出国组织代表团成员。1993年至2008年，担任尼日利亚驻石油输出国组织代表。2006年曾任石油输出国组织代理秘书长，2016年8月开始担任石油输出国组织秘书长。2022年7月5日在尼日利亚阿布贾逝世。